# Мятель
Мя́тель, мятл (стар., устар.) — широкая верхняя одежда (дорожная, осенняя и зимняя), похожая на плащ или мантию. Большей частью мятель был суконный, разных цветов, и встречался ещё с XI века в Галицком княжестве, Киеве, Новгороде и Литве.
По покрою мятель — то же, что корзно, только последнее было меховое. Чёрный мятель носили монахи и светские лица во время траура. Он встречается в памятниках ещё в конце XVII века.